# Damalis xaniomerus
Damalis xaniomerus là một loài ruồi trong họ Asilidae. Damalis xaniomerus được Londt miêu tả năm 1989. Loài này phân bố ở vùng nhiệt đới châu Phi.